# Goes
Goes /xu:s/  è una municipalità dei Paesi Bassi di 36 643 abitanti (2010) situata nella provincia della Zelanda.
Situata nella parte centrale della Zelanda sulle rive della Schelda Orientale e del Veerse Meer.
Il comune è costituito dalla città di Goes e dai circostanti paesi di Kloetinge, 's-Heer Hendrikskinderen, 's-Heer Arendskerke, Wilhelminadorp, Kattendijke, Wolphaartsdijk e Oud-Sabbinge.